# Jonathan de Guzmán
Jonathan Alexander de Guzmán (ur. 13 września 1987 w Toronto) – holenderski piłkarz kanadyjskiego pochodzenia występujący na pozycji pomocnika w niemieckim klubie Eintracht Frankfurt. Były reprezentant Holandii. Młodszy brat reprezentanta Kanady Juliana de Guzmana.

## Kariera klubowa
De Guzmán pochodzi z Toronto. Jest synem Filipińczyka i Jamajki. W Toronto zaczynał kopać piłkę w drużynie North Scarborough, jednak w wieku 12 lat wyjechał z Kanady i przeniósł się do Holandii zostając graczem Feyenoordu. Przez 6 lat terminował w tamtejszej szkółce, a w sezonie 2005/06 został przez trenera Erwina Koemana włączony do kadry pierwszego zespołu. W Eredivisie de Guzmán zadebiutował 18 września 2005 roku w wygranym 5:1 meczu z SC Heerenveen, gdy w 83. minucie zmienił Hossama Ghaly. 30 września zdobył swojego pierwszego gola w lidze, w wygranym 3:1 wyjazdowym meczu z Willem II Tilburg. Łącznie w sezonie 2005/06 wystąpił w 29 meczach i strzelił 4 gole, a z Feyenoordem zajął 3. pozycję. Od początku sezonu 2006/07 Jonathan jest podstawowym zawodnikiem Feyenoordu i uważany jest za jeden z największych talentów w lidze holenderskiej. Latem 2007 przedłużył kontrakt z rotterdamską drużyną do 2010 roku. Po sezonie 2009/2010 De Guzmán trafił do RCD Mallorca, podpisując z hiszpańskim klubem 3-letni kontrakt. W Primera División zadebiutował 29 sierpnia 2010 w zremisowanym 0:0 domowym spotkaniu z Realem Madryt. W sierpniu 2011 roku zmienił klub na Villarreal CF. W lipcu 2012 roku został wypożyczony do Swansea City. Latem 2014 przeszedł do SSC Napoli.

## Kariera reprezentacyjna
De Guzmán zdecydował się grać w reprezentacji Holandii. W 2008 roku wystąpił z kadrą U-23 na Igrzyskach Olimpijskich w Pekinie. Grał także w reprezentacji Holandii U-21. 6 lutego 2013 zadebiutował w dorosłej reprezentacji w zremisowanym 1:1 towarzyskim meczu z Włochami.

## Sukcesy
Holandia
- 3. miejsce na Mistrzostwach Świata: 2014